# Presas de Inga

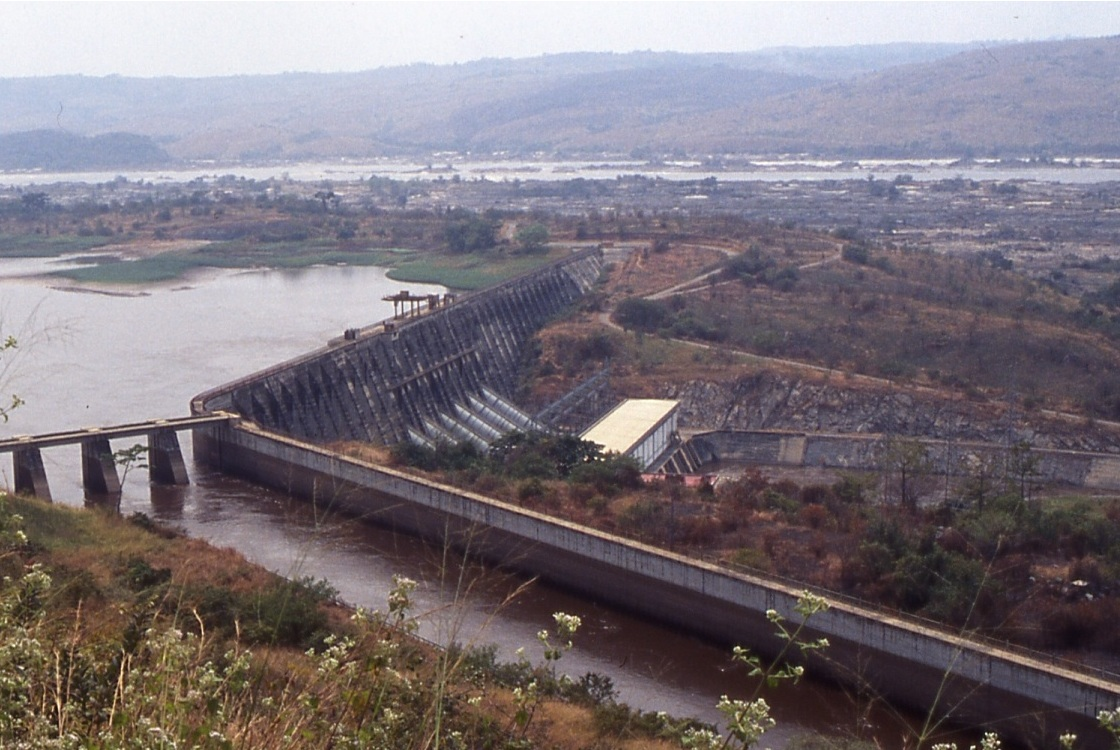

Las presas hidroeléctricas de Inga son dos presas situadas en la República Democrática del Congo, sobre el río Congo en la provincia de Bas-Congo, cerca de la ciudad de Matadi. Estas dos obras se llaman Inga I e Inga II. Actualmente, Inga III y Gran Inga son sólo proyectos.
Estas obras, promovidas por la Siderurgia de Maluku, se construyeron en el marco de una política de desarrollo y de prestigio del país por el régimen del presidente Mobutu Sese Seko. Al no poder asegurar el mantenimiento de las presas, funcionan bajo mínimos. La explotación la hace la Sociedad Nacional de la Electricidad (SNEL).
Al igual que otras obras faraónicas realizadas en el país al servicio de políticas de prestigio que luego no pueden ser mantenidas, se las conoce a menudo como elefantes blancos.

## Características técnicas
Exporta electricidad a Angola, la República del Congo y Zimbabue. El complejo está enlazado también a Zambia, Botsuana, Namibia y Sudáfrica. Una línea de alta tensión une la presa con Lubumbashi y con la provincia Zambia de Copperbelt: el proyecto Inga-Shaba.
Se contempla una segunda línea de alta tensión hacia el norte en dirección a los países del golfo de Guinea. También hay prevista una tercera hacia el noroeste, en dirección a Chad y Sudán.
Sin embargo, solo el 5 % de la población congoleña tiene acceso a la electricidad. La propia Kinshasa recibe un servicio muy deficiente.
- Inga I: 351 MW, entró en servicio en 1972.
- Inga II: 1 424 MW, entró en servicio en 1982.
- Inga III: 3 500 MW, en proyecto.

Inga I y II funcionan actualmente al 20 % de su capacidad, la mayoría de las turbinas están paradas al carecer de piezas de recambio.

## Futuro del complejo
Ha habido recientes contactos con la NEPA (Nigeria) y con Westcor, un consorcio dirigido por Eskom (Sudáfrica), para la reactivación del complejo.
Westcor proyecta en especial la construcción de una central Inga III (3,5 GWh). En teoría, con esa capacidad, el complejo Inga I, II,III tendría una potencia instalada de más de 5,2 GWh lo que permitiría dotar de electricidad a todo el África austral.
Los proyectos prevén que al final la potencia generada en este lugar alcanzaría los 39 GWh, con el proyecto Gran Inga. Como comparación, la presa de las Tres Gargantas en Yiling, Hubei de la República Popular China con una potencia instalada de 22,5 GWh generó 84,7 TWh en 2009.
Otra comparación, las represas de; Itaipú ubicadas en Hernandarias-Foz do Iguaçu, Brasil-Paraguay produce 14 GWh con una producción anual de 103 TWh supera a las de la Presa de las Tres Gargantas y Yacyretá ubicadas en Ituzaingó-Ayolas, Argentina-Paraguay produce 3,2 GWh con una producción anual de 20 TWh.